# Число Лагранжа
Число Лагранжа (англ. Lagrange number; нім. Lagrange-Zahl f) — критерій подібності, міра відношення сил тертя до сил перепаду тиску:
La = μv/Δpl ,
де μ — в'язкості динамічний коефіцієнт рідини, Па•с; υ — швидкість потоку, м/с; l — характерний лінійний розмір, м; Δр — перепад тиску, Па.
Для в'язко-пластичних рідин Число Лагранжа характеризує відношення сили перепаду тиску до сили пластичності:
La = Δp/τo ,
де τo — динамічна напруга зсуву, Н/м2.
Названо на честь франц. вченого Жозефа-Луї Лагранжа (Joseph Louis Lagrange).